# Aulakowszczyzna
Aulakowszczyzna [aulakɔfʂˈt͡ʂɨzna] est un village polonais de la gmina de Korycin dans le powiat de Sokółka et dans la voïvodie de Podlachie. Il se situe à environ 16 kilomètres à l'est de Korycin, à 24  kilomètres à l'ouest de Sokółka et à 36 kilomètres au nord de Białystok. 